# Георгиевское (Запорожская область)
Георгиевское (укр. Георгіївське) — село,
Михайловский сельский совет,
Вольнянский район,
Запорожская область,
Украина.
Код КОАТУУ — 2321584006. Население по переписи 2001 года составляло 226 человек.

## Географическое положение
Село Георгиевское находится в 2,5 км от правого берега реки Вольнянка,
на расстоянии в 2,5 км от сёл Вишняки и Сергеевка.
Рядом с селом протекает пересыхающий ручей с запрудой.